# Dodge Standard
La Standard è un'autovettura mid-size prodotta dalla Dodge dal 1928 al 1929 e nel 1934.
Fu commercializzata come Standard Serie 140/141 dal marzo del 1928 al luglio dello stesso anno. Nel luglio del 1928 la vettura fu rinominata Serie J, nome che mantenne fino al gennaio del 1929, quando uscì temporaneamente di produzione. Il modello fu poi reintrodotto nel giugno del 1934 con la denominazione di Standard Serie DRxx. La vettura uscì definitivamente dai listini nel novembre dello stesso anno.
Le vetture erano consegnate al cliente anche con telaio nudo, cioè senza carrozzeria, in modo tale che fosse l'acquirente a completarle dal proprio carrozziere di fiducia. 

## Storia

### Standard Serie 140/141 (1928)
La prima serie della Standard era equipaggiata da un motore a valvole laterali e sei cilindri in linea da 3.408 cm³ di cilindrata che sviluppava 58 CV di potenza. Il propulsore era anteriore, mentre la trazione era posteriore. Il cambio era a tre rapporti mentre la frizione era monodisco a secco. I freni erano idraulici sulle quattro ruote.
La vettura era offerta in versione torpedo quattro porte, berlina quattro porte, coupé due porte, cabriolet due porte. 

### Serie J (1928-1929)
A metà del 1928 il modello fu rinominato rimanendo pressoché invariato.  

### Standard Serie DRxx (1934)
Il modello fu reintrodotto nel 1934 con un nuovo motore sei cilindri in linea da 3.569 cm³ che sviluppava 82 CV. La frizione ed il cambio rimasero immutati. Il modello era disponibile in versione berlina due e quattro porte, coupé due porte e cabriolet due porte.  